# Paradoxo do valor C
O paradoxo do valor C ou enigma do valor C é um termo usado para descrever o complexo puzzle que rodeia a variação extensiva no tamanho do genoma nuclear entre espécies eucariontes. No centro do enigma do valor C está a observação que o tamanho do genoma não correlaciona com a complexidade do organismo; por exemplo, alguns protistas unicelulares possuem genomas muito maiores que os humanos.